# Andy Hug
Pour les articles homonymes, voir Hug.
Andy Hug (né le 7 septembre 1964 à Zurich, Suisse - mort le 24 août 2000 d'une leucémie) était un champion de kickboxing suisse, qui possède l'un des plus beaux palmarès de la discipline.

## Biographie
Andy Hug perd son père Arthur Hug très tôt. Son père, inconnu jusque-là pour son fils (car il ne l'a jamais réellement vu) était légionnaire ; il est décédé en Thaïlande. Andy Hug commence les arts martiaux à l'âge de 10 ans et devient champion national de karaté Kyokushinkai à 17 ans. Il remporte le titre européen dans cette discipline à 19 ans puis parvint, à 22 ans, en finale du titre mondial au Japon. Il s'incline devant Shokei Matsui mais sa prestation impressionne les Japonais.
En 1992, il passe du karaté Kyokushinkai au karaté Seïdokaikan et devient champion du monde dans cette discipline.
En 1993, il se tourne vers le muay thaï. Il remporte le titre mondial contre le hollandais Van Esdonk en 1994.
1995 est une année noire pour lui : il subit deux défaites par KO, mais il bat Le Banner en décembre à Nagoya.
Mais c'est en 1996 que sa carrière prend un virage décisif avec une participation époustouflante au grand tournoi japonais le K-1. Il bat ainsi, "Stan The Man", Masaaki Satake, Musashi, Peter Aerts et remporte la finale contre Mike Bernardo. Cette même année il prend la ceinture mondiale WMTC des super-lourds à Stan Longédinis ("Stan The Man").
En 1998, il récidive dans le K-1 mais Peter Aerts, arrivé plus frais que lui en finale, le bat par K.O. Il espérait que la session 2000 de ce tournoi lui permettrait de terminer en beauté sa carrière en remportant la finale une seconde fois.
Les Japonais l'admiraient beaucoup, au point de lui avoir conféré le titre honorifique de « Samouraï. »
Il meurt le 24 août 2000 à la suite d'une leucémie et avait une femme et un fils. Cette leucémie foudroyante bouleversa le k-1 et le monde des arts-martiaux, de nombreux hommages lui ont été consacrés.
Aujourd'hui encore, Andy Hug reste l'un des meilleurs karateka dans le monde connu et reconnu ; il est une source d'inspiration et un  modèle de réussite pour tous les karateka dans le monde.

## Palmarès
Andy Hug totalise 48 combats dans les règles du K-1. Il compte 38 victoires (dont 22 KO) contre 9 défaites (dont 6 KO) et 1 nul.

### Ses 38 victoires
- 3 avril 1993 : contre le Japonais Nobuaki Kakuda par KO au 2e round ;
- 5 novembre 1993 : contre le Japonais Ryuji Murakami par KOT au 1er round ;
- 19 décembre 1993 : contre le Français Éric Albert par KO au 2e round ;
- 4 avril 1994 : contre le Croate Branko Cikatić par décision au 5e round ;
- 18 septembre 1994 : contre l'Américain Patrick Smith par KO au 1er round ;
- 2 octobre 1994 contre l'Américain Jeff Roufus ;
- 10 décembre 1994 contre le Néerlandais Rob Van Esdonk par KO au 4e round ;
- 4 mai 1995 contre l'Américain Peter Kramer par KO au 1er round ;
- 10 juin 1995 contre l'Américain Dennis Lane par KOT au 2e round ;
- 9 décembre 1995 contre le Français Jérôme Le Banner par décision au 5e round ;
- 10 mars 1996 contre l'Américain Bart Vale par KOT au 1er round ;
- 6 mai 1996 contre le Sud-africain Duane Van Der Merwe par KO au 1er round ;
- 6 mai 1996 contre le Néerlandais Ernesto Hoost par décision au 4e round ;
- 6 mai 1996 contre le Sud-africain Mike Bernardo par KO au 2e round ;
- 2 juin 1996 contre le Thaïlandais Sadau Kiatsongrit par KOT au 2e round ;
- 1er septembre 1996 contre l'Australien Stan Longinidis par KO au 2e round ;
- 18 octobre 1996 contre le Japonais Masaaki Satake par décision au 5e round ;
- 8 décembre 1996 contre le Japonais Musashi par décision au 5e round ;
- 7 juin 1997 contre le Sud-africain Mike Bernardo par décision au 5e round ;
- 7 septembre 1997 contre le Canadien Pierre Guenette par KOT au 1er round ;
- 9 novembre 1997 contre le Japonais Masaaki Satake par KO au 1er round ;
- 9 novembre 1997 contre le Néerlandais Peter Aerts par décision au 3e round ;
- 9 avril 1998 contre l'Américain Curtis Schuster par décision au 5e round ;
- 6 juin 1998 contre le Néerlandais Peter Aerts par décision au 5e round ;
- 7 août 1998 contre l'Américain Mike Labree par KO au 1er round ;
- 27 septembre 1998 contre l'anglais Mark Russell par KO au 2e round ;
- 28 octobre 1998 contre le Japonais Masaaki Miyamoto par KO au 1er round ;
- 13 décembre 1998 contre le Néo-zélandais Ray Sefo par KOT au 2e round ;
- 13 décembre 1998 contre l'Australien Sam Greco par décision au 3e round ;
- 3 février 1999 contre le Japonais Tsuyoshi Nakasako par KO au 2e round ;
- 25 avril 1999 contre le Néo-zélandais Ray Sefo par KOT au 2e round ;
- 5 juin 1999 contre l'Allemand Stefan Leko par décision au 5e round ;
- 22 août 1999 contre l'Américain Maurice Smith par décision au 5e round ;
- 3 octobre 1999 contre le Japonais Hiromi Amada par KOT au 1er round ;
- 19 mars 2000 contre le Japonais Musashi par décision au 5e round ;
- 23 avril 2000 contre le Brésilien Glaube Feitosa par décision au 3e round ;
- 3 juin 2000 contre le Croate Mirko Filipovic par décision au 5e round ;
- 7 juillet 2000 contre le Japonais Nobu Hayashi par KO au 1er round.

Andy Hug a été défait par des adversaires de premier plan, hormis une défaite surprise contre l'Américain Patrick Smith en 1994. Ses tombeurs sont Mike Bernardo, Ernesto Hoost, Peter Aerts, Francisco Filho.